# بوب بيشوف
بوب بيشوف هو سياسي أمريكي، ولد في 2 أغسطس 1941 في بيتسفيل في الولايات المتحدة. نشط حزبياً في الحزب الديمقراطي. وقد انتخب عضو مجلس ولاية إنديانا ‏ وانتخب عضو مجلس نواب إنديانا ‏.